# LG Spirit 4G LTE
Az LG Spirit 4G LTE az LG érintőképernyős, Android operációs rendszerrel működő kompakt középkategóriás okostelefonja. A telefont 2015. februárjában, Barcelonában mutatta be a gyártó. A készülék egyik egyediségét a sarkainál szögletes, hátlapjánál ívelt, előlapi üvegénél pedig hajlított formája adja.

## Főbb paraméterek
- Processzor: Qualcomm/MSM8916/1.2 GHz Quad core
- Kijelző: 4,7 collos (1280x720)
- Kamera: 8 megapixeles elsődleges kamera, 1 megapixeles másodlagos kamera
- Akku: 2,100 mAh
- Operációs rendszer: Android 5.0 Lollipop
- Méret: 133,25 x 66,12 x 9,95 mm
- Súly: 120 g
- Hálózat: 2G: 850/900/1800/1900 MHz, 3G: B1/B5/B8, 4G: B1(2100) / B3(1800) / B7(2600) / B8(900) / B20(800) MHz, Cat.4, VoLTE CSFB